# St. Georg (Jevenstedt)

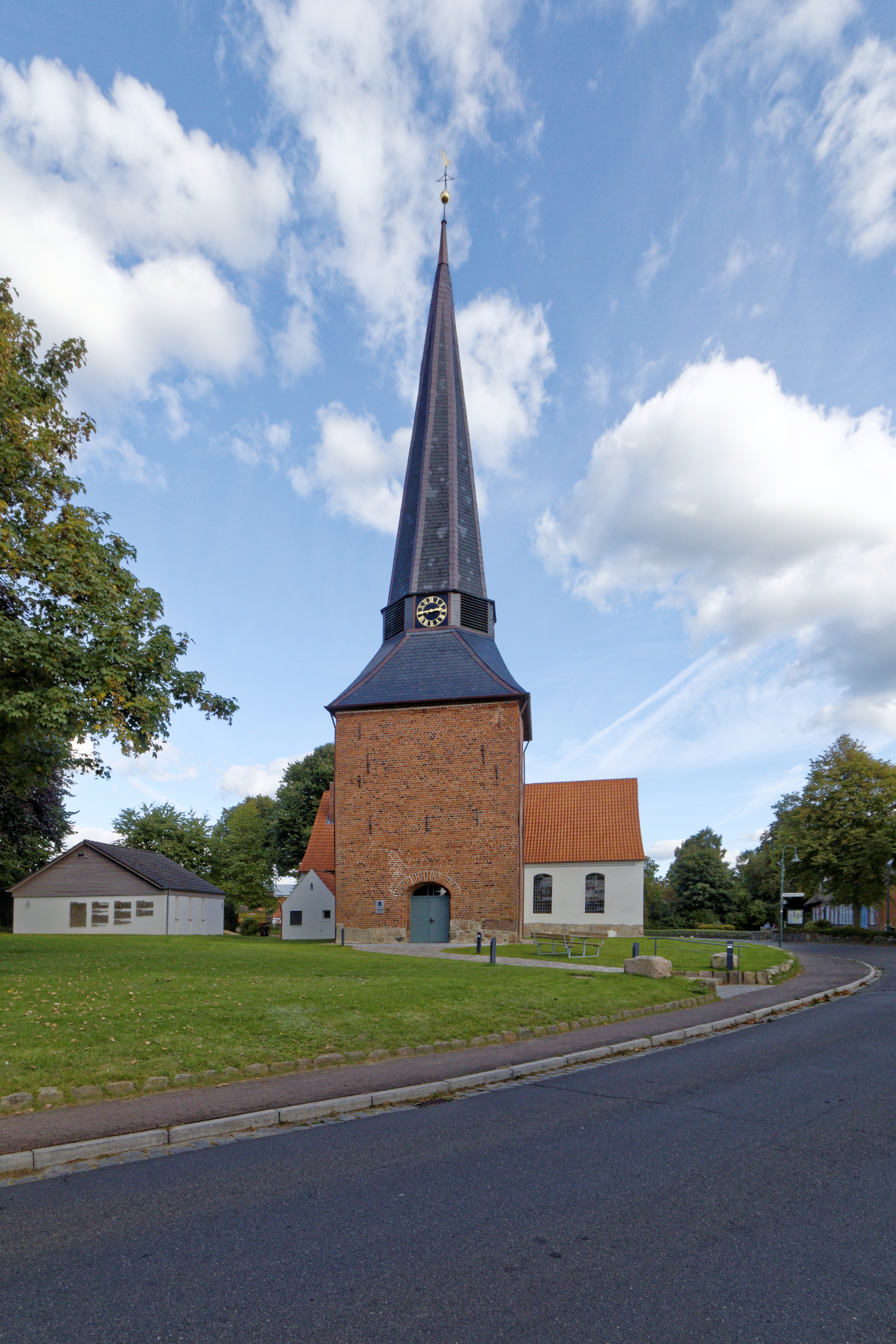
St. Georg (Jevenstedt)

Die Kirche St. Georg ist ein geschütztes Kulturdenkmal mit der Objekt-ID 2021 im Denkmalschutzgesetz in Jevenstedt, einer Gemeinde im Kreis Rendsburg-Eckernförde in Schleswig-Holstein. Die Kirchengemeinde gehört zum Kirchenkreis Rendsburg-Eckernförde der Evangelisch-Lutherischen Kirche in Norddeutschland.

## Beschreibung

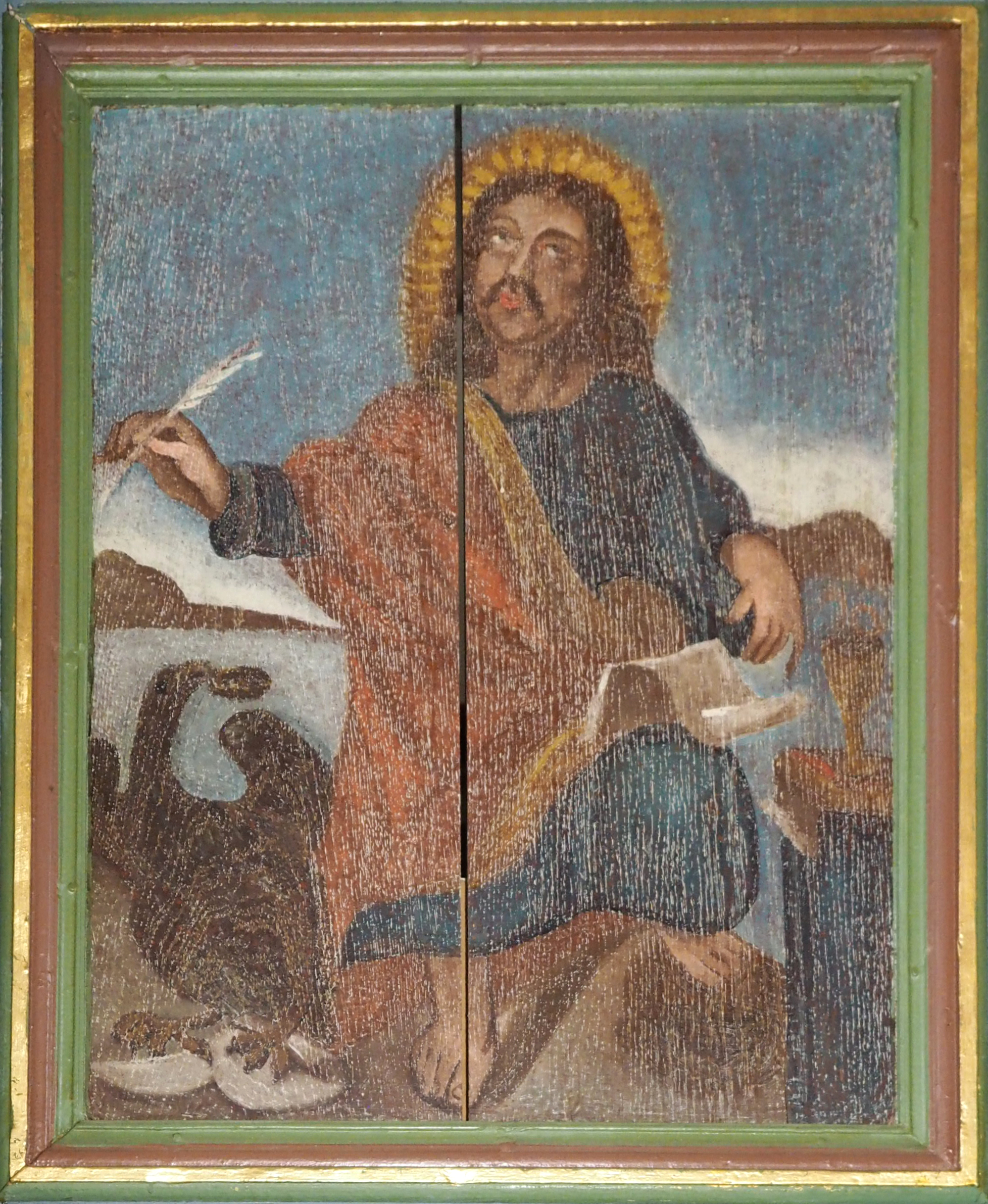
Emporenmalerei von 1683

Die mittelalterliche Saalkirche mit einem 1504 gebauten Kirchturm auf quadratischem Grundriss aus Backsteinen im Westen, dessen achtseitiger spitzer Helm die Turmuhr beherbergt, wurde durch das Anfügen eines nördlichen Querarms 1605 und eines südlichen Querarms 1764 zwischen dem Langhaus und dem Chor im Osten zur Kreuzkirche erweitert. 
Zur Kirchenausstattung gehört ein Altar unter der Empore, auf der die Orgel steht, auf dessen Altarretabel, das von Pilastern gerahmt wird, 1877 Heinrich Jenny die Kreuzigung dargestellt hat. Der hölzerne Taufengel stammt von 1725, ebenso die Kanzel. 
An der Nordempore befinden sich Brüstungsmalereien aus dem Jahr 1683. Auf zwölf Tafeln werden die Apostel dargestellt. Es handelt sich um eine Stiftung von zwölf Bauernknechten.